# Training Day
Pour l’article homonyme, voir Training Day (série télévisée).
Pour plus de détails, voir Fiche technique et Distribution.
Training Day ou Jour de formation au Québec (Training Day) est un film américain réalisé par Antoine Fuqua et sorti en 2001.
Écrit par David Ayer, le film est un succès au box-office et reçoit des critiques positives. La performance de Denzel Washington est particulièrement appréciée et marque un tournant dans sa carrière, car on lui proposera des rôles plus inhabituels par la suite. Il remporte l'Oscar du meilleur acteur à la 74e cérémonie des Oscars en 2002. Ethan Hawke est nommé pour l'Oscar du meilleur acteur dans un second rôle pour sa prestation du policier intègre.

## Synopsis
Jake Hoyt est une jeune recrue idéaliste de la police de Los Angeles. Pour son premier jour, rêvant de passer inspecteur, il obtient une mise à l'essai de 24 heures, un « training day », auprès du sergent chef Alonzo Harris, une star de la lutte antidrogue, très décoré et un professionnel de la guerre de rues à bord de sa Chevrolet Monte Carlo noire. Pour sa première interpellation, ils ont affaire à de jeunes étudiants ayant acheté du cannabis et du PCP. Alonzo leur saisit leurs drogues.
Alonzo piège Hoyt en lui faisant fumer la « poussière d'ange », ou PCP, en lui faisant croire qu'il s'agit d'un test d'initiation. Ils se rendent ensuite chez Roger, l'indicateur d'Alonzo et un des plus gros trafiquants de Los Angeles, où ils discutent autour d'un verre. Ils circulent ensuite en voiture et dans une rue, Hoyt aperçoit une scène de viol. Il sort de la voiture et se précipite pour sauver la fille, qui s'avère être la cousine de membres du gang des Hill Side. Il se bat contre deux agresseurs et les neutralise. Alonzo arrive à son tour sur la scène du crime, fouille les criminels, un blanc et un noir, toxicomanes. Alonzo propose à un des agresseurs soit de partir en prison, soit de leur éclater un testicule. L'agresseur ne voulant pas partir en prison, il accepte la proposition d'Alonzo. Hoyt est choqué par la manière d'Alonzo de faire régner la justice. Ce dernier lui réplique que ses enquêtes ont mené à 15 000 années d'incarcération. Il tente de convaincre Hoyt qu'il est un loup pour sauver les brebis d'un monde sans pitié.
Puis, ils arrivent dans la rue pour arrêter un dealer de crack en fauteuil roulant. Il s'enfuit, Hoyt le poursuit et l'interpelle dans un commerce coréen. Le dealer ingère alors la drogue. Alonzo arrive et l'interroge, mais le suspect refuse de coopérer. Alonzo prend alors un stylo bille, lui met dans la bouche et lui fait régurgiter le crack de son estomac. Alonzo lui fait un chantage entre la prison et lui donner le nom de son fournisseur. Le dealer lui donne un nom, « Le Marchand de sable ». Il s'avère que ce dernier est en prison. Hoyt et Harris se rendent chez sa femme sans mandat, en faisant croire à celle-ci qu'il en ont un. Alonzo perquisitionne la maison et dérobe 40 000 $. La femme s'en rend compte et hurle au gang du quartier de leur tirer dessus. Les deux policiers s'en sortent sans blessures, mais Hoyt est de plus en plus perplexe sur les méthodes d'Alonzo. Ce dernier arrive encore à le raisonner. Ils se rendent ensuite dans le quartier afro le plus sensible de la ville. Pour prévenir de leur arrivée, des pigeons sont lancés dans les airs. Ils sortent de la voiture et s'enfoncent dans le quartier. En fait, Alonzo se rend chez une de ses fiancées, une Salvadorienne nommée Sara Harris. Hoyt les attend en compagnie d'un enfant qui s'avère être le fils d'Alonzo.
Par la suite, ils se rendent dans un restaurant pour rencontrer des pontes de la police, les trois rois mages. Ils évoquent les problèmes d'Alonzo avec des Russes. En effet, lors du week-end précédent, Alonzo était à Las Vegas et a tabassé un caïd de la mafia russe. En dédommagement, les Russes exigent qu'une rançon leur soit versée pour lui épargner la vie du policier. Alonzo s'arrange avec les trois rois mages pour extorquer la cagnotte personnelle de Roger. L'argent pris chez la femme du « Marchand de sable » va servir à payer un mandat d'arrêt contre l'indic. Alonzo réunit les membres de son unité pour l'assaut. Ils entrent dans la maison de Roger, l'interpellent, commencent à creuser le plancher et trouvent quatre millions de dollars. Alonzo explique à Hoyt qu'ils vont déclarer trois millions de dollars et qu'ils vont se partager le reste, ce que le jeune policier refuse, ne voulant pas devenir corrompu. Alonzo demande ensuite à Hoyt d'assassiner Roger. Il refuse de nouveau d'obéir et Alonzo tue Roger lui-même. Alonzo organise la mise en scène pour créer des preuves et pour justifier de la mort de son indicateur. Pour la mise en scène, un des membres de l'équipe reçoit deux balles dans son gilet pare-balles et Alonzo demande à Hoyt d'assumer les tirs sur Roger, en invoquant la légitime défense. Hoyt est extrêmement choqué par ce qui vient de se passer et se révolte. Alonzo le menace et lui dit que l'équipe va le couvrir s'il coopère, sinon les enquêteurs l'obligeront à faire une prise de sang démontrant qu'il a consommé du PCP, ce qui entraînera au mieux sa radiation. Au dernier moment, Hoyt se sent obligé d'accepter l'argent que lui tend Alonzo mais il refuse de le prendre. Ce dernier tente encore de le raisonner.
Les deux hommes se rendent ensuite dans une maison dans un quartier latino, où Alonzo donne un cadeau au maître des lieux, le chef de gang des Eastside. Alonzo prétexte de partir aux toilettes, tandis que Hoyt est invité à une partie de poker avec le chef de gang et deux autres personnes. Au fil du jeu, il donne son revolver à un des membres qui veut le voir. Puis, Hoyt se rend compte qu'Alonzo est parti, le laissant seul avec le gang. Le chef de gang explique à Hoyt qu'Alonzo doit un million de dollars aux Russes et que s'il ne paye pas, une équipe de tueurs est en attente, prête à intervenir après minuit. Les membres ont comme instruction de tuer Hoyt, lequel essaie de s'échapper, mais il est neutralisé par les membres du gang. Ils l’amènent ensuite dans la salle de bain pour le tuer. Ils lui font les poches et trouvent le portefeuille de leur cousine, celle qui a été sauvée le matin même par Hoyt. Ils croient d'abord qu'il a abusé d'elle et volé son portefeuille, mais Hoyt les convainc d'appeler leur cousine pour prouver qu'il lui a sauvé la vie. Le chef appelle sa cousine et après vérification, les membres du gang décident de le relâcher.
Hoyt, dehors, se rend dans le quartier de la fiancée d'Alonzo pour l'interpeller. Il arrive devant l'appartement et se fait ouvrir la porte par le fils d'Alonzo. Lorsque Hoyt est sur le point de l'arrêter, Alonzo lui jette son mégot de cigarette à la figure, se saisit d'un fusil à pompe sous le lit et des coups de feu sont échangés. Alonzo s'enfuit par la fenêtre. Hoyt arrive à sa hauteur et ils se battent sur un balcon. Alonzo prend le dessus et s'enfuit dans sa voiture mais Hoyt saute sur son capot et Alonzo a un accident. En difficulté, il ordonne aux habitants du quartier de descendre Hoyt, mais ils refusent, lui disant qu'ils n'ont pas à faire son travail. Alonzo tente encore une fois d'amadouer Hoyt pour fuir, mais alors qu'il ramasse son arme, Hoyt lui tire dans les fesses, puis lui saisit sa plaque de police, lui rétorquant qu'il n'en est pas digne. Protégé par les habitants du quartier, lassés d'être soumis au sergent corrompu, Hoyt saisit l'argent qu'Alonzo doit aux Russes et s'en va. Alonzo, dépité, s'emporte face aux riverains, leur clamant qu'il fait la loi et promet de leur mener la vie dure après cet affront. Il prend ensuite sa voiture, quasiment en épave, et roule en direction de l'aéroport international de Los Angeles pour s'enfuir. Lorsque minuit arrive, il se fait bloquer par des camionnettes noires et se fait assassiner par les tueurs russes.
À la suite de cette dure journée, incertain quant à son avenir au sein du LAPD, Hoyt rentre chez lui.

## Fiche technique
- Titre original et français : Training Day
- Titre québécois : Jour de formation
- Réalisation : Antoine Fuqua
- Scénario : David Ayer
- Production : Jeffrey Silver et Robert Newmyer (en)
  - Coproduction : David Ayer, Scott Strauss et David Wisnievitz
  - Production associée : Susan E. Novick
  - Producteurs délégués : Bruce Berman (en) et Davis Guggenheim
- Photographie : Mauro Fiore
- Son : Michael Herbick (en), Steve Pederson, David E. Stone, Gregory H. Watkins et Russell Williams, II
- Montage : Conrad Buff
- Direction artistique : David Lazan
- Décors : Naomi Shohan
- Costumes : Michele Michel
- Musique : Mark Mancina
- Sociétés de production : Warner Bros., Village Roadshow Pictures, NPV Entertainment, Outlaw Productions et WV Films II
- Société de distribution : Warner Bros
- Budget : 45 millions de dollars[1]
- Genres : policier, thriller
- Durée : 122 minutes
- Pays de production :  États-Unis
- Langues originales : anglais, russe, espagnol, coréen, grec
- Format : Couleurs, DTS-Dolby Digital-SDDS - 2.35:1 - 35 mm
- Dates de sortie :
  - États-Unis : 5 octobre 2001[2]
  - France, Belgique : 7 novembre 2001
- Interdit en salles aux moins de 12 ans lors de sa sortie en France[3]

## Distribution

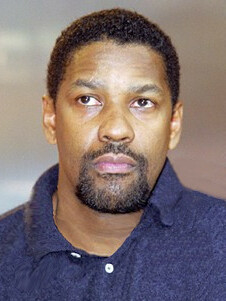
Denzel Washington interprète Alonzo Harris.

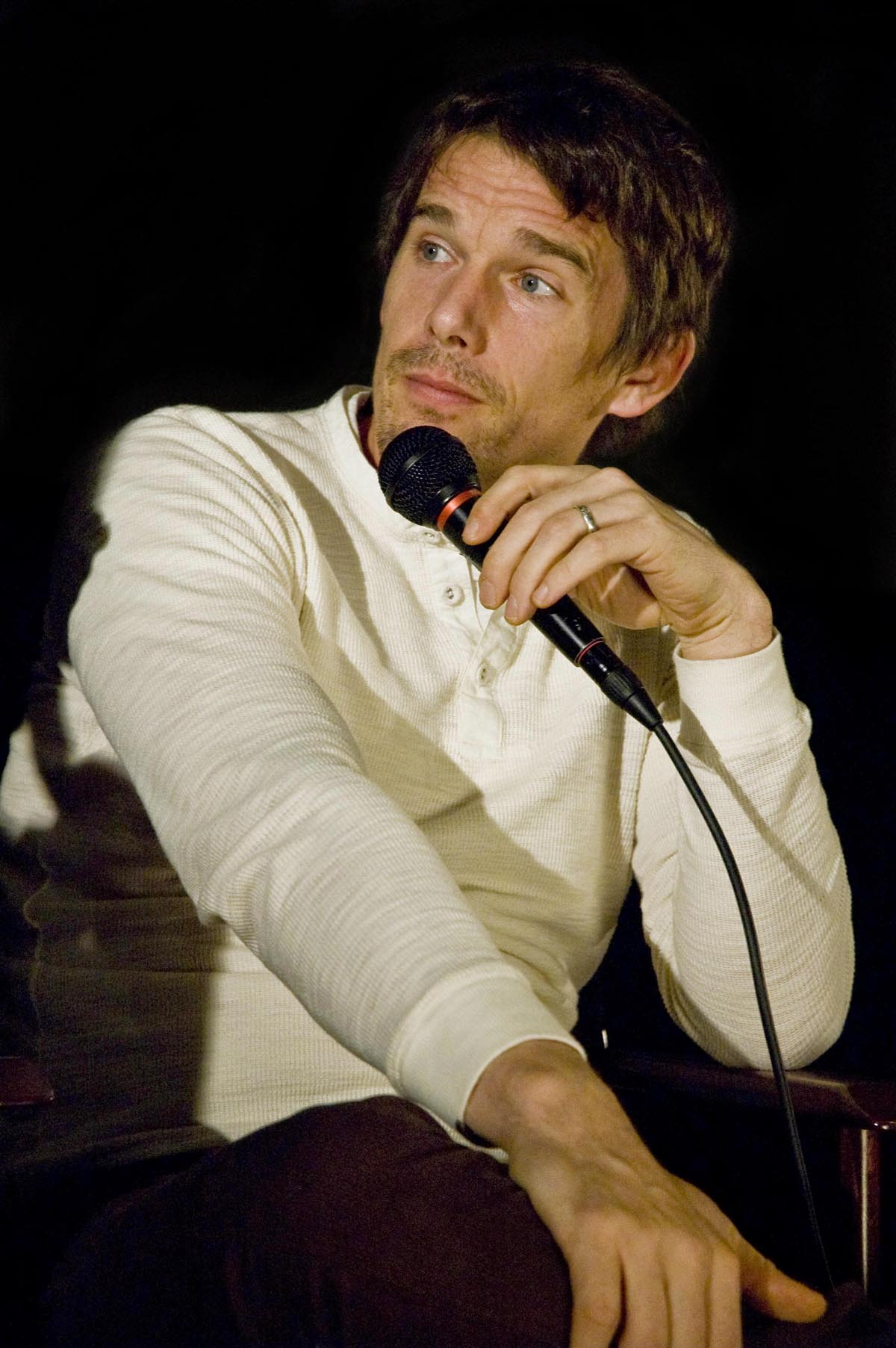
Ethan Hawke interprète Jake Hoyt.

- Denzel Washington (VF : Emmanuel Jacomy ; VQ : Jean-Luc Montminy) : sergent-inspecteur-chef Alonzo Harris
- Ethan Hawke (VF : Jean-Pierre Michaël ; VQ : Renaud Paradis) : Jake Hoyt, policier recrue du LAPD
- Scott Glenn (VF : Bernard Tiphaine ; VQ : Hubert Fielden) : Roger, l'indicateur d'Alonzo
- Tom Berenger (VF : Jacques Frantz ; VQ : Éric Gaudry) : Stan Gursky
- Harris Yulin (VF : Jean-François Laley ; VQ : Benoit Marleau) : Doug Rosselli
- Raymond J. Barry (VF : Jean-Pol Brissart ; VQ : Yves Massicotte) : Lou Jacobs
- Cliff Curtis (VF : Bernard Métraux ; VQ : Manuel Tadros) : Smiley
- Dr. Dre (VF : Cédric Dumond ; VQ : François L'Écuyer) : Paul
- Snoop Dogg (VF : Lucien Jean-Baptiste ; VQ : Benoit Éthier) : Blue, le dealer en fauteuil roulant
- Macy Gray (VF : Odile Schmitt) : la femme du Marchand de sable
- Charlotte Ayanna (en) : Lisa
- Eva Mendes : Sara Harris
- Nick Chinlund (VF : Olivier Proust ; VQ : Jean-Marie Moncelet) : Tim
- Jaime Gomez (VF : Tony Joudrier) : Mark
- Raymond Cruz (VF : Marc Saez ; VQ : Daniel Lesourd) : Sniper
- Noel Gugliemi (VF : Boris Rehlinger) : Moreno
- Samantha Esteban (nl) : Letty
- Fran Kranz : le jeune conducteur
- Sarah Danielle Madison : sa passagère
- Denzel Whitaker : Dimitri

### Non crédités
- David Ayer : le premier tueur russe
- Terry Crews : un membre d'un gang
- Peter Greene (VF : Philippe Vincent) : Jeff
- Namrata Singh Gujral : une fille

Sources et légendes: Version québécoise sur AlloDoublage et Version québécoise sur Doublage Québec

## Production

### Attribution des rôles
Comme dans le film Usual Suspects, Peter Greene n'apparait pas au générique. Dans Training Day, il se prénomme Jeff et fait partie des policiers véreux qui pénètrent chez Roger. Par deux fois il se fait tirer dessus par Alonzo (il faut faire croire que c'est Roger, l'auteur des coups de feu), mais il est blessé par la deuxième balle.
Pour le rôle d'Alonzo, plusieurs acteurs comme Sylvester Stallone, Mel Gibson, Forest Whitaker et Samuel L. Jackson étaient sollicités tandis que Matt Damon et Tobey Maguire avaient auditionné pour le rôle de Jake Hoyt. Alors que pour le rôle de Roger, le premier choix était Mickey Rourke.
Scott Glenn et Denzel Washington auront finalement en commun d'avoir tous deux joué, à 17 ans d'écart, le rôle de John Creasy dans les deux adaptations du roman d'A. J. Quinnell (nom de plume de Philip Nicholson), Man on Fire, paru en 1981 (L'Homme de Feu en français) : Glenn dans la première adaptation réalisée par Elie Chouraqui (1987) et Washington dans la version de Tony Scott, sortie en 2004.

### Tournage
Antoine Fuqua, dont c'est le troisième long-métrage, a fait appel à des experts de la police de Los Angeles et de San Francisco pour que le film bénéficie d'un réalisme haletant.
Beaucoup de grands noms du rap US ont participé à la bande originale de Training Day, dont quelques-uns ont interprété un rôle dans le film, notamment Snoop Dogg (Blue, le dealer en fauteuil roulant) et Dr. Dre (Paul, un membre de l'équipe d'Alonzo, lors du braquage et meurtre).
La scène du début où Hoyt rencontre Harris au café est tourné au Quality Cafe, ancien café fermé en 2006, à Downtown Los Angeles.

## Bande originale
1. Keep Your Eyes Open (dialogue) – 0:06
2. W.O.L.V.E.S. – 3:57 (Krumbsnatcha & MOP)
3. Bounce, Rock, Golden State – 4:05 (Xzibit, Ras Kass et Saafir (en))
4. Put It on Me – 5:04 (Dr. Dre, DJ Quik et Mimi)
5. #1 – 4:23 (Nelly)
6. Fuck You – 3:54 (Pharoahe Monch)
7. Watch the Police – 2:49 (C-Murder et Trick Daddy)
8. Dirty Ryders – 4:20 (The Lox)
9. Crooked Cop – 3:57 (Napalm)
10. American Dream – 5:21 (P. Diddy, Mark Curry (en), Black Rob & David Bowie)
11. Greed – 3:24 (Cypress Hill et Kokane)
12. Guns N' Roses – 3:38 (Clipse et The Neptunes)
13. Tha Squeeze – 3:28 (Gang Starr)
14. Let Us Go – 4:38 (King Jacob et Professor)
15. Training Day (In My Hood) – 4:21 (Roscoe)
16. Protect Your Head – 4:18 (Soldier B)
17. Wolf or Sheep – 3:41 (Mark Mancina)

Les titres Still D.R.E. de Dr. Dre (featuring Snoop Dogg), (Rock) Superstar de Cypress Hill ainsi que Wow! Flash (en) d'Elvis Crespo apparaissent respectivement dans le film et la bande-annonce mais pas sur le CD de la bande originale.

## Accueil

### Critiques
Il a reçu un accueil critique favorable, recueillant 72 % de critiques positives, avec une note moyenne de 6,5⁄10 et sur la base de 155 critiques collectées, sur le site agrégateur de critiques Rotten Tomatoes. Sur Metacritic, il obtient un score de 70⁄100 sur la base de 34 critiques collectées.
Alonzo Harris est classé à la 50e et dernière place des méchants dans 100 Héros et Méchants du cinéma américain publié en 2008 par l'American Film Institute.

### Box-office
Le film a connu un certain succès commercial, rapportant environ 104 876 233 $ au box-office mondial, dont 76 631 907 $ en Amérique du Nord, pour un budget de 45 000 000 $. En France, il a réalisé 552 277 entrées.
| Pays ou région | Box-office      | Date d'arrêt du box-office | Nombre de semaines |
| -------------- | --------------- | -------------------------- | ------------------ |
| États-Unis     | 43 037 835 $    | 23 décembre 2001           | 12                 |
| France         | 552 277 entrées | -                          | -                  |
| Total mondial  | 104 876 233 $   | -                          | -                  |

## Distinctions

### Récompenses
- ASCAP :
  - Film and Television Music Awards
  - Meilleure chanson de film (Nelly et Waiel Yaghnam pour "#1")[11]
- Chicago Film Critics Association :
  - Meilleur acteur (Denzel Washington)
- MTV Movie Awards :
  - Meilleur méchant : (Denzel Washington)
  - Meilleur caméo (Snoop Dogg)
  - Meilleur phrase de dialogue « King Kong ain't got nuthin on me. »
- Black Reel Awards :
  - Meilleur film
  - Meilleur réalisateur (Antoine Fuqua)
  - Meilleur acteur (Denzel Washington)
- 74e cérémonie des Oscars :
  - meilleur acteur (Denzel Washington)
- BMI Film & TV Awards :
  - Meilleure musique (Mark Mancina)
- AFI :
  - Film Award
  - acteur de cinéma de l'année (Denzel Washington)
- Kansas City Film Critics Circle :
  - Meilleur acteur (Denzel Washington)
- ALMA Award :
  - Meilleur maquillage (Ken Diaz et Jay Wejebe)
- Los Angeles Film Critics Association :
  - Meilleur acteur (Denzel Washington)
- Boston Society of Film Critics :
  - Meilleur acteur (Denzel Washington)

### Nominations
- Golden Globes :
  - meilleur acteur dans un film dramatique (Denzel Washington)
- 74e cérémonie des Oscars :
  - meilleur acteur dans un second rôle (Ethan Hawke)
- Online Film Critics Society :
  - Meilleur acteur (Denzel Washington)
- Satellite Awards :
  - meilleur acteur dans un film dramatique (Denzel Washington)
- Screen Actors Guild Awards :
  - meilleur acteur dans un premier rôle (Denzel Washington)
  - Meilleur acteur dans un second rôle (Ethan Hawke)
- Taurus World Stunt Awards :
  - Meilleure cascade en voiture (Brian Machleit et Robert Powell)
- ALMA Award :
  - Meilleure actrice dans un second rôle (Eva Mendes)

## Autour du film

### Série télévisée
Le film est adapté en série télévisée en 2017. Bill Paxton y incarne l'inspecteur Frank Rourke (basé sur le personnage de Denzel Washington) et Justin Cornwell incarne le jeune inspecteur Kyle Craig. La série ne connaît que 13 épisodes en raison du décès de Bill Paxton.